# Ralph J. Boettner
Karl Nikolaus Ralf Joachim Böttner (* 11. Februar 1923 in Erfurt; † 22. März 1982 in Ost-Berlin) war ein deutscher Schauspieler und Regisseur sowie Drehbuchautor.

## Leben
Nach der Schulzeit begann Boettner eine Schauspielausbildung in Erfurt. Danach folgten Bühnenengagements in Rudolstadt, Arnstadt, Nordhausen, Gotha, Schwerin, Potsdam, Rostock und Berlin. Daneben spielte er als Film- und Fernsehschauspieler für die DEFA, das Fernsehen der DDR sowie in Filmproduktionen sozialistischer Bruderstaaten. Darunter waren bekannte Märchenfilme, wo er allerdings meist nur Nebenrollen spielte wie in Der goldenen Gans den Hauptmann des Königs, oder in Wie heiratet man einen König? einen Ochsenbesitzer.
Neben der Arbeit als Schauspieler führte Boettner auch Regie für Fernsehfilme, wie Tod am Mississippi, Die Explosion auf der Maine und Spurensucher, bei denen er auch jeweils das Drehbuch schrieb.
Böttner war seit 1980 mit Viola Valeska geb. Bertram verheiratet. Die Eheschließung fand in Berlin-Prenzlauer Berg statt. Ralf Böttner starb am 22. März 1982 um 02:55 Uhr in Ost-Berlin im Alter von 59 Jahren. Er wohnte zuletzt in der Rietzestraße 18 in Berlin.

## Filmografie (Auswahl)

### Darsteller
- 1956: Der Hauptmann von Köln
- 1959: Ware für Katalonien
- 1960: Trübe Wasser
- 1961: Auf der anderen Seite
- 1962: Freispruch mangels Beweises
- 1962: Die schwarze Galeere
- 1962: Mord-AG
- 1963: Tote reden nicht (Fernseh-Zweiteiler)
- 1963: Nebenmann des Fahrers
- 1963: Jetzt und in der Stunde meines Todes
- 1963: For Eyes Only
- 1964: Die goldene Gans
- 1966: Geheimkommando Bumerang
- 1966: Die Jagdgesellschaft (Fernsehfilm)
- 1967: Geheimcode B/13 (Fernsehfilm, 4 Teile)
- 1968: Der Mord, der nie verjährt
- 1969: Wie heiratet man einen König?
- 1970: Botschafter morden nicht (Fernsehfilm, 3 Teile)
- 1970: KLK an PTX – Die Rote Kapelle
- 1970: Meine Stunde Null
- 1971: Der Sonne Glut
- 1972: Die Bilder des Zeugen Schattmann (TV-Vierteiler)
- 1973: Erziehung vor Verdun (Fernsehfilm)
- 1974: Aber Vati! (Fernsehfilm)
- 1974: Kit & Co
- 1977: Die Kriminalfälle des Majors Zeman (Folge 1)
- 1977: El Cantor
- 1979: Spurensucher (Fernsehfilm)
- 1982: Die Mahnung (DDR/Bulgarien)

### Regisseur
- 1974: Tod am Mississippi (Fernsehfilm)
- 1974: Die Explosion auf der Maine (Fernsehfilm)
- 1974: Doppelte Lüge (Fernsehfilm)
- 1976: Die Emser Depesche (Fernsehfilm)
- 1979: Spurensucher (Fernsehfilm)

### Drehbuchautor
- 1974: Tod am Mississippi
- 1974: Die Explosion auf der Maine
- 1979: Spurensucher

## Hörspiele
- 1963: Rolf Schneider: Die Unbewältigten – Regie: Edgar Kaufmann (Hörspiel – Rundfunk der DDR)
- 1965: Peter Weiss: Die Ermittlung – Regie: Wolfgang Schonendorf (Rundfunk der DDR)
- 1968: Erasmus Schöfer: Denkmal Pfeiffer – Regie: Fritz-Ernst Fechner (Hörspiel – Rundfunk der DDR)
- 1968: Giles Cooper: Die unverdauliche Auster – Regie: Wolfgang Brunecker (Hörspielkomödie – Rundfunk der DDR)
- 1975: Erik Knudsen: Not kennt kein Gebot oder der Wille Opfer zu bringen (Odmar) – Regie: Peter Groeger (Hörspiel – Rundfunk der DDR)